# Båtvattnet
Båtvattnet är en sjö i Örnsköldsviks kommun i Ångermanland och ingår i Moälvens huvudavrinningsområde. Sjön har en area på 0,277 kvadratkilometer och ligger 279,3 meter över havet.

## Delavrinningsområde
Båtvattnet ingår i det delavrinningsområde (704830-159143) som SMHI kallar för Utloppet av Hällvattnet. Medelhöjden är 273 meter över havet och ytan är 43,48 kvadratkilometer. Räknas de 3 avrinningsområdena uppströms in blir den ackumulerade arean 108,62 kvadratkilometer. Hällån som avvattnar avrinningsområdet har biflödesordning 3, vilket innebär att vattnet flödar genom totalt 3 vattendrag innan det når havet efter 83 kilometer. Avrinningsområdet består mestadels av skog (71 procent). Avrinningsområdet har 7,03 kvadratkilometer vattenytor vilket ger det en sjöprocent på 16,1 procent.